# Strudengau - Nibelungengau
Strudengau - Nibelungengau este o arie protejată (arie specială de conservare — SAC, sit de importanță comunitară — SCI) din Austria întinsă pe o suprafață de 4.821,74 ha, integral pe uscat.

## Localizare
Centrul sitului Strudengau - Nibelungengau este situat la coordonatele 48°13′00″N 15°02′30″E / 48.2167°N 15.0417°E.

## Înființare
Situl Strudengau - Nibelungengau a fost declarat sit de importanță comunitară în septembrie 1998 pentru a proteja 2 specii de plante și 26 de specii de animale. Situl a fost protejat și ca arie specială de conservare în martie 2011.

## Biodiversitate
Situată în ecoregiunea continentală, aria protejată conține 18 habitate naturale: Pajiști uscate europene, Pajiști carstice calcaroase sau bazofile, de Alysso-Sedion albi, Pajiști panonice carstice (Stipo-Festucetalia pallentis), Pajiști uscate seminaturale și facies de acoperire cu tufișuri pe substraturi calcaroase (Festuco-Brometalia) (* situri importante pentru orhidee), Formațiuni ierboase bogate în specii de Nardus, dezvoltate pe substraturi silicioase în zone montane (și în zone submontane, în Europa continentală), Pajiști stepice subpanonice, Pajiști cu Molinia pe soluri calcaroase, turboase sau argilos-nămoloase (Molinion caeruleae), Liziere de ierburi înalte hidrofile de câmpie și de nivel montan până la alpin, Fânețe de joasă altitudine (Alopecurus pratensis, Sanguisorba officinalis), Pante stâncoase silicioase cu vegetație casmofită, Roci stâncoase cu vegetație pionieră de Sedo-Scleranthion sau Sedo albi-Veronicion dillenii, Păduri de fag Luzulo-Fagetum, Păduri de fag Asperulo-Fagetum, Păduri de stejar sau de stejar și carpen sub-atlantice și medio-europene de Carpinion betuli, Păduri de stejar și carpen Galio-Carpinetum, Păduri pe pante, grohotișuri și ravene de Tilio-Acerion, Păduri aluvionare cu Alnus glutinosa și Fraxinus excelsior (Alno-Padion, Alnion incanae, Salicion albae), Păduri mixte riverane de Quercus robur, Ulmus laevis și Ulmus minor, Fraxinus excelsior sau Fraxinus angustifolia, de-a lungul marilor râuri (Ulmenion minoris).
La baza desemnării sitului se află mai multe specii protejate:
- plante (2): mușchi (Dicranum viride), sisinei (Pulsatilla grandis)
- amfibieni (1): izvoraș-cu-burta-galbenă (Bombina variegata)
- mamifere (4): liliac cârn (Barbastella barbastellus), lupul (Canis lupus), vidră de râu (Lutra lutra), râs eurasiatic (Lynx lynx)
- nevertebrate (8): Austropotamobius torrentium, Cordulegaster heros, fluturele de noapte (Eriogaster catax), fluturele flitirar (Euphydryas maturna), rădașcă (Lucanus cervus), fluturele purpuriu (Lycaena dispar), phengaris nausithous (Maculinea nausithous), Maculinea teleius
- pești (13): Alburnus mento, avat (Aspius aspius), Eudontomyzon mariae, Gymnocephalus baloni, răspăr (Gymnocephalus schraetzer), lostriță (Hucho hucho), săbiță (Pelecus cultratus), boarță (Rhodeus amarus), porcușor de șes (Romanogobio vladykovi), Rutilus meidingeri, babușcă de tur (Rutilus virgo), fusar (Zingel streber), pietrar (Zingel zingel)

Pe lângă speciile protejate, pe teritoriul sitului au mai fost identificate 18 specii de plante, 1 specie de amfibieni, 11 specii de mamifere, 37 de specii de nevertebrate, 3 specii de pești, 7 specii de reptile.